# Trofeo Bahía de Cartagena
El Trofeo Bahía de Cartagena fue un torneo futbolístico de carácter amistoso que, desde 1994, tenía lugar cada año en la ciudad de Cartagena. Los partidos se disputaban en el estadio Cartagonova. Se dejó de jugar en el año 2002.

## Campeones
| Año  | Campeón              | Resultado     | Subcampeón               |
| ---- | -------------------- | ------------- | ------------------------ |
| 1994 | Real Madrid CF       | 6-2           | Feyenoord Rotterdam      |
| 1995 | SC Friburgo          | 3-1           | Real Madrid CF           |
| 1996 | ŠK Slovan Bratislava | 2-1           | FC Barcelona             |
| 1997 | No se disputó        | No se disputó | No se disputó            |
| 1998 | Real Madrid CF       | 3-1           | Borussia Mönchengladbach |
| 1999 | Real Madrid CF       | 1-1 (p.)      | AC Perugia               |
| 2000 | FC Barcelona         | Suspendido    | ACF Fiorentina           |
| 2001 | Real Madrid CF       | 5-1           | FC Cartagena             |
| 2002 | Real Betis Balompié  | 2-0           | Real Madrid CF           |

## Títulos por equipo
| Club                     | Títulos | Subtítulos | Años Campeón           | Años Subcampeón |
| ------------------------ | ------- | ---------- | ---------------------- | --------------- |
| Real Madrid CF           | 4       | 2          | 1994, 1998, 1999, 2001 | 1995, 2002      |
| SC Friburgo              | 1       | -          | 1995                   | -               |
| ŠK Slovan Bratislava     | 1       | -          | 1996                   | -               |
| Real Betis Balompié      | 1       | -          | 2002                   | -               |
| Feyenoord Rotterdam      | -       | 1          | -                      | 1994            |
| FC Barcelona             | -       | 1          | -                      | 1996            |
| Borussia Mönchengladbach | -       | 1          | -                      | 1998            |
| AC Perugia               | -       | 1          | -                      | 1999            |
| ACF Fiorentina           | -       | 1          | -                      | 2000            |
| FC Cartagena             | -       | 1          | -                      | 2001            |